# Pietro Rossano
Pietro Rossano (Vezza d'Alba, 25 aprile 1923 – Roma, 15 giugno 1991) è stato un vescovo cattolico e teologo italiano.

## Biografia
Nacque a Vezza d'Alba, in provincia di Cuneo e diocesi di Alba, il 25 aprile 1923 da Emilio e da Angela Bergadano. Ebbe tre fratelli e una sorella.

### Formazione e ministero sacerdotale
Frequentò il ginnasio presso il seminario minore e il liceo classico in quello maggiore, ad Alba, dove seguì anche i corsi teologici.
Il 29 giugno 1946 fu ordinato presbitero dal vescovo di Alba Luigi Maria Grassi.
Dopo l'ordinazione continuò gli studi a Roma, frequentando la Pontificia Università Gregoriana e il Pontificio Istituto Biblico, dove ottenne poi la licenza in sacra scrittura. A causa di problemi di salute si trasferì presso il santuario della Madonna dei Boschi nel suo paese natale e vi ricoprì l'incarico di rettore pro tempore tra il 1949 e il 1950. Ristabilitosi, tornò a Roma e, nel 1952, discusse la tesi di laurea dal titolo «L'ideale dell'assimilazione a Dio nello stoicismo e nel Nuovo Testamento».
Fu quindi docente di sacra scrittura e lingua greca nel seminario di Alba, dal 1953 al 1959, mentre dal 1957 insegnò religione al liceo classico "Giuseppe Govone" e fu cappellano del collegio femminile della Provvidenza. Al contempo frequentò l'Università degli Studi di Torino, dove conseguì la laurea in lettere classiche, nel 1959.
In tale anno iniziò l'attività di insegnamento presso l'Istituto Massimiliano Massimo a Roma e a prestare servizio presso l'Ufficio dei brevi della Cancelleria apostolica.
Nel 1965 papa Paolo VI istituì la Pontificia commissione per la Neo-Vulgata e lo designò quale segretario; mantenne l'incarico fino al 2 luglio 1971, quando gli succedette monsignor Salvatore Garofalo. Lo stesso pontefice lo nominò sottosegretario del Segretariato per i non cristiani, il 24 dicembre 1966, e segretario del medesimo dicastero, il 10 luglio 1973.
Il 10 agosto 1970 ricevette il titolo onorifico di prelato d'onore di Sua Santità.

### Ministero episcopale
Il 7 dicembre 1982 papa Giovanni Paolo II lo nominò vescovo titolare di Diocleziana, vescovo ausiliare di Roma con delega alla cura pastorale degli uomini di cultura e rettore della Pontificia Università Lateranense. Il 6 gennaio 1983 ricevette l'ordinazione episcopale, nella basilica di San Pietro in Vaticano, per imposizione delle mani dello stesso pontefice, co-consacranti gli arcivescovi Eduardo Martínez Somalo e Duraisamy Simon Lourdusamy.
Nel 1983 fu eletto presidente della Commissione episcopale per la cultura e l'evangelizzazione della Conferenza Episcopale Italiana.
Morì a Roma, all'età di 68 anni, il 15 giugno 1991. Dopo le esequie, celebrate nella basilica di San Giovanni in Laterano e nella cattedrale di Alba, fu sepolto nel cimitero di Vezza d'Alba.

## Genealogia episcopale
La genealogia episcopale è:
- Cardinale Scipione Rebiba
- Cardinale Giulio Antonio Santori
- Cardinale Girolamo Bernerio, O.P.
- Arcivescovo Galeazzo Sanvitale
- Cardinale Ludovico Ludovisi
- Cardinale Luigi Caetani
- Cardinale Ulderico Carpegna
- Cardinale Paluzzo Paluzzi Altieri degli Albertoni
- Papa Benedetto XIII
- Papa Benedetto XIV
- Papa Clemente XIII
- Cardinale Enrico Benedetto Stuart
- Papa Leone XII
- Cardinale Chiarissimo Falconieri Mellini
- Cardinale Camillo Di Pietro
- Cardinale Mieczysław Halka Ledóchowski
- Cardinale Jan Maurycy Paweł Puzyna de Kosielsko
- Arcivescovo Józef Bilczewski
- Arcivescovo Bolesław Twardowski
- Arcivescovo Eugeniusz Baziak
- Papa Giovanni Paolo II
- Vescovo Pietro Rossano

## Opere
- Pietro Rossano, La speranza che è in noi. Breve presentazione della fede cattolica, Editrice Esperienze, 1967.